# Seznam srbskih matematikov
Seznam srbskih matematikov.

## A
- Slobodan Aljančić (1922 – 1993)
- Tatomir Anđelić (1903 – 1993)

## B
- Mladen Berić (1885 – 1935)
- Anton Bilimovič (1879 – 1970) (rusko - srbski)
- Neda Bokan (1947 –)
- Stevan Bošković (1868 – 1957), topograf, matematični geograf, geodet, geofizik, astronom...

## C
- Dragoš Cvetković (1941 –)

## Ć
- Mijalko V. Ćirić (1858 – 1912) mehanik?

## D
- Vojin Dajović (1914 – 1993) (črnogorskega rodu)
- Dimitrije Danić (1862 – 1932)
- Milutin Dostanić (1958 – 2014)

## G
- Bogdan Gavrilović (1864 – 1947)
- Ivan Gutman (1947 –) (kemik in matem.)?

## J
- Bogoljub Jovanović (1839 – 1924) (statistik)

## K
- Jovan Karamata (1902 – 1967)
- Radivoj Kašanin (1892 – 1989)
- Ljubomir Klerić (1844 – 1910)
- Đuro Kurepa (1907 – 1993)

## M
- Mileva Marić (1875 – 1948)
- Dragoljub Marković (1903 – 1965)
- Sima Marković (1888 – 1939)
- Milutin Milanković (1879 – 1958)

## N
- Dimitrije Nešić (1836 – 1904)
- Atanasije Nikolić (1803 – 1882)

## O
- Konstantin (Pavlovič) Orlov (1907 – 1985)

## P
- Tadija Pejović (1892 – 1982)
- Dušanka Perišić
- Mihailo Petrović Alas (1868 – 1943)
- Stevan Pilipović
- Mihajlo Pupin-Idvorski (1854 – 1935)

## R
- Lazar Sime Rusov (1928 – 2016)

## S
- Bogoljub Stanković (1924 – 2018)
- Kosta Stojanović (1867 – 1921)
- Sreten Stojković (1854 – 1928)

## T
- Nikola Tesla (1856 – 1943)

## V
- Vladeta Vučković (1923 – 2012)

## Z
- Dušan Zorica ?